# Дневник Бриџет Џоунс
Дневник Бриџет Џоунс (енгл. Bridget Jones's Diary) британска је романтична комедија из 2001. у режији Шерон Магвајер. Темељи се на истоименом роману ауторке Хелен Филдинг из 1996. У филму Рене Зелвегер глуми Бриџет Џоунс, 32-годишњу слободну жену која пише дневник о стварима које жели да јој се догоде у животу. Међутим, њен живот се мења из корена када два мушкарца започну борбу за њену наклоност.
Премијера је приказана 10. марта 2001. у Лондону. Добио је позитивне рецензије критичара. Зарадио је преко 330 милиона долара у односу на буџет од 25 милиона долара. Зелвегер је била номинована за Оскара за најбољу глумицу у главној улози. Временом је стекао статус култног филма, а данас се сматра круцијалним делом поп-културе Енглеске, а Бриџет Џоунс културном иконом Уједињеног Краљевства.
Успех филма је изнедрио филмски серијал Бриџет Џоунс, који чини три наставка: Бриџет Џоунс: На ивици разума (2004), Беба Бриџет Џоунс (2016) и Бриџет Џоунс: Луда за њим (2025).

## Радња
Бриџет Џоунс има 32 године, неудата и забринута због своје тежине. Ради у издавачкој компанији у Лондону где јој је главни фокус фантазија о свом шефу Данијелу Кливеру. На новогодишњој забави својих родитеља, поново се сусреће са Марком Дарсијем, познаником из детињства и сином адвоката родитеља. Марк сматра да је Бриџет глупа и вулгарна, а она мисли да је Марк арогантан и безобразан. Марк кињи своју мајку због њеног покушаја да му намести везу са „женом који пуши као димњак, пије попут рибе и облачи се као његова мајка”, Бриџет одлучује да преокрене живот. Она започиње вођење дневника како би бележила своје покушаје да престане да пуши, смрша и да нађе свог господина Правог. 
Бриџет и Данијел почињу жестоко да флертују на послу. Уочи важног представљања књиге, Бриџет налети на Марка и његову гламурозну, али бахату колегицу Наташу. Бриџет одлази са Данијелом и они вечерају, упркос Данијеловој злогласној репутацији женскароша. Данијел каже Бриџет да су он и Марк били некада пријатељи, али каже да је Марк спавао са Данијеловим вереницом и да се због тога сада мрзе.
Бриџет је позвана на породичну забаву. Дан пре забаве, викенд проводе Данијел и она у некој пољској гостионици у којој такође бораве Марк и Наташа. Јутро пре забаве Данијел каже да се мора вратити у Лондон због посла и напушта Бриџет да присуствује забави сама. Када се врати у Лондон и приђе Данијелу, она открива да је спавао са својом колегиницом и затиче је у његовом стану. Бриџет прекида везе с њим и одмах тражи нову каријеру. Пронашла је нови посао на телевизији а када је Даниел моли да остане, она изјављује да би „радије имала посао да брише дупе Садаму Хусеину“.
Бриџет присуствује забави код пријатељице где је она једина слободна особа. Још једном се среће са Марком и Наташом. Марк приватно признаје Бриџет да је, упркос њеним грешкама, воли. Нешто касније, као познати адвокат, дозвољава Бриџет ексклузивни ТВ интервју у значајном правном случају који јој ојачава каријеру и омогућава јој да почне да га види у другом светлу.
Она почиње развијати осећања према Марку, а кад она погрешно и помало катастрофално покушава да направи властиту рођенданску забаву за вечеру, он јој долази у помоћ. Пијани Данијел стиже након прославе веселе вечере са њеним пријатељима и Марком и привремено монополизује њену пажњу. Марк одлази, али враћа се да изазове Данијела и њих двоје се свађају на улици и на крају провале кроз прозор грчког ресторана. Они на крају извлаче нерешено само да би Данијел нешто промрмљао "Марку" док се окрене и што само Марк може да чује; Марк обори Данијела; шокирана, Бриџет заташкава Марка и он одлази, али након самозадовољне жалбе Данијела, она га такође одбија.
Бриџетина мајка напустила је њеног оца и започела аферу са водитељем шопинг канала. Када се афера заврши, она се враћа кући и открива тајну: Марково и Данијелово пропало пријатељство резултат је што је Данијел (тада Марков најбољи пријатељ на Универзитету у Камбриџу) спавао са Марковом супругом.
Бриџет је признала своја осећања према Марку, само да би сазнала да су он и Наташа прихватили посао у Њујорку и да су на ивици ангажмана, каже Марков отац. Бриџет прекида здравицу емоционално покретним говором који се пробија док схвата безнађе свог положаја; њене речи очигледно утичу на Марка, али је он и даље одлучан да лети за Њујорк. Њени пријатељи се окупљају како би јој поправили сломљено срце изненађујућим путовањем у Париз, али док ће ускоро отићи, Марк се појављује у Бриџетином стану.
Тек што ће се први пут пољубити, она одлази у своју спаваћу собу да се пресвуче у секси доње рубље. Марк завири у њен дневник, пронађе старија неискрена мишљења о њему и одлази. Бриеит, схвативши оно што је прочитао и да ће га она можда поново изгубити, трчи напоље за њим по снегу у доњем вешу од тигрове коже и џемперу, али не може да га пронађе. Незадовољна, спрема се да се врати кући кад се Марк појави са новим дневником за њу „да крене на нови почетак”. Пољубе се на улици прекривеној снегом, а Бриџет напомиње да се „лепи дечаци не љубе тако”, и на то Марк узвраћа „О, да, љубе се”.

## Улоге
| Глумац        | Улога          |
| ------------- | -------------- |
| Рене Зелвегер | Бриџет Џоунс   |
| Колин Ферт    | Марк Дарси     |
| Хју Грант     | Данијел Кливер |
| Џим Бродбент  | Колин Џоунс    |
| Џема Џоунс    | Памела Џоунс   |
| Силија Имри   | Уна Алконбери  |

## Продукција
Британска телевизијска продукцијска агенција Working Title Films је купила право да сними филм 1997. пре него што је роман постао бестселер.
Учешће Рене у филму најављено је крајем маја 2000. године, чиме је окончана двогодишња потрага. Продуцент Ерик Фелнер објаснио је да она „доноси огроман карактер и убеђење делу”.

## Критике
Филм има 81% оцену одобрења на веб сајту за сакупљање прегледа Ротен томејтоуз са просечном оценом 6,9 /10, заснованом на 159 критика. Критични консензус странице гласи: „Иако је било полемике око избора глумаца, Ренеина Бриџет је симпатична и забавна, што овој романтичној комедији даје пуно шарма.” Још један агрегатор за рецензију - Метакритик, који додељује просек оцена до 100 од филмских критичара, израчунао је просечну оцену од 66, на основу 33 рецензије, која се сматрају „генерално повољним критикама”.

## Награде
Колин Ферт је добио награду Европске филмске академије за најбољег глумца док је Хју Грант добио награду у церемонији Evening Standard British Film Awards. 